# Јован Калоктенис
Јован Калоктенис, ЈОван  (грч. Ιωαννης ο Καλοκτενης; фл. 1166–око 1190) је био византијски митрополит Тебе из 12. века. Познат по својим добротворним делима, од стране Православне цркве проглашен је за светитеља. Помен на њега се обележава 29. априла.

## Живот
Јован је рођен у Цариграду у добростојећој породици. Његови родитељи, Константин и Марија, у изворима се помињу као племенитог порекла и врлине душе. Датум његовог рођења није познат, али пошто је био митрополит Тебе 1166. године, морао је да има најмање 30 година, што је минимална законска година за такво постављење. Његово детињство је непознато, али се описује као одличан ученик са израженом склоношћу ка теологији и верским питањима.
У почетку се замонашио у неком манастиру у Цариграду. Истичући се побожношћу или способношћу, постављен је од патријарха Луке Хрисоверг на Тебански трон. Први пут је потврђен као митрополит на црквеном синоду одржаном у Константинопољу 1166. године, када је вероватно и постављен на то место. Ово је био тежак задатак, пошто су град Теба и његово седиште били у то време у знатном опадању. Процват центар византијске индустрије свиле и седиште гувернера Теме Хеладе, град је страдао након Норманске инвазије 1147. године, када су ткаље свиле одведене у јужну Италију. Свих пет суфраганских епископија метрополе — Канала, Заратова, Каисторион, Трихија и Платана — остало је упражњено, што је довело до забрињавајућег опадања верских осећања локалног становништва. Стога је 1169. године Јован именовао епископе на ове епархије, што је изазвало незадовољство цара Мануела I Комнена (р. 1143–1180), пошто је Јован занемарио обавештавање патријаршијског синода. Синод је прво прогласио његова именовања неканонским, али је његова чврста и страсна одбрана неопходности његових поступака на крају награђена, пошто је синод попустио и потврдио његова именовања. Као резултат тога, могао је да учествује на Сабору у Цариграду 1170. који је осудио Јована Ејреника.
Као епископ Тебе, Јован је водио једноставан и строг живот, одан делима милосрђа према сиромашнима и слабима и јачању Цркве. Основао је нове цркве и манастире у граду и околини, као и болницу, домове за старе, сиромашне и путнике и школу за школовање девојака. Он је финансирао скретање реке Исминос у Беотијску равницу, чиме је обезбедио функционисање двадесет воденица које су обезбеђивале локално наводњавање. У оквиру овог посла конструисао је аквадукт са преко двадесет лукова висине од 3 до 6 м и ширине 3,2 м, који је опстао до почетка 20. века. Од тога је река добила колоквијално име Агијанис.
На свом положају је остао до смрти ц.1190. године. Због свог добротворног рада, назван је „Нови Милосрдни“ (Νεος Ελεημων), по александријском патријарху из 7. века, Јовану Милостивом, и канонизован, поставши светац заштитник Тебе. 